# 63.eɾ Batallón Aéreo de Reemplazo
El 63.er Batallón Aéreo de Reemplazo (63. Flieger-Ersatz-Abteilung) fue una unidad de la Luftwaffe de la Alemania nazi.

## Historia
Fue formado el 1 de diciembre de 1938 en Eger. El 1 de abril de 1939 es reasignado al I Batallón de Instrucción del 63º Regimiento de Instrucción Aérea.

## Comandantes
- Coronel Dr. Rudolf Otto (1939)